# Leonardo Azzaro
Leonardo Azzaro (Firenze, 30 maggio 1978) è un ex tennista italiano, specialista essenzialmente del doppio.

## Biografia
Mancino naturale, professionista dal 1997, ha a lungo frequentato i circuiti minori Challenger e ITF Futures. Fa le sue prime apparizioni nel circuito ITF nel 1998 e nel marzo dell'anno successivo debutta in un torneo Challenger. A maggio disputa la prima finale ITF in singolare al torneo Italy F9 di Parma. Nel settembre 2000 alza i primi trofei da professionista vincendo sia il singolare che il doppio all'ITF Futures Romania F1. Nello scorcio finale di stagione si aggiudica altri due titoli ITF in doppio.
Continua a raccogliere successi nel circuito ITF dei Futures e nell'agosto 2001 vince il primo titolo delle ATP Challenger Series nel torneo di doppio della San Benedetto Tennis Cup, in coppia con Stefano Galvani supera in rimonta gli australiani Stephen Huss / Lee Pearson. Nel prosieguo della carriera continua a giocare in prevalenza nei tornei Challenger e ITF Futures conquistando diversi altri titoli, soprattutto in doppio. 
Nella stagione 2004 vince il primo titolo in singolare nel circuito Challenger ad Aschaffenburg con il successo in finale al terzo set sul tedesco Tobias Summerer. Quello stesso anno raggiunge le semifinali in singolare anche nei Challenger di Olbia, Napoli  e Ginevra e raggiunge la sua miglior classifica ATP al 180º posto, senza peraltro aver mai esordito nel circuito maggiore. Il successo di Aschaffenburg resterà l'unico in singolare nel circuito Challenger e il 180º posto del novembre 2004 resterà il suo miglior ranking in carriera.
L'esordio nel circuito ATP in singolare avviene nel 2006, con le eliminazioni al primo turno nei tornei di Estoril, Pörtschach  e Kitzbühel, che resteranno le sue uniche apparizione nel circuito maggiore in singolare. In doppio chiuderà la carriera con un totale di 3 successi e 10 sconfitte nel circuito ATP, raggiungendo nel 2006 i quarti di finale a Bucarest, Palermo e all'Estoril. La sua miglior posizione in classifica in doppio è stata la 94ª raggiunta ad agosto 2006. Ha preso parte a tre tornei del Grande Slam, il Torneo di Wimbledon 2006 in coppia con Alessio Di Mauro e gli Australian Open 2007 e US Open 2007 in coppia con Filippo Volandri, venendo sempre eliminato al primo turno.
Vanta 17 titoli in doppio nel circuito ATP Challenger, l'ultimo dei quali vinto nel settembre 2008 alla Tennislife Cup di Napoli in coppia con Alessandro Motti. Nel 2008 vince anche il settimo e ultimo titolo ITF in singolare al torneo Italy F3B. I negativi risultati conseguiti nelle ultime due stagioni lo hanno riportato a frequentare prevalentemente i tornei Futures e a scendere oltre il 300º posto in classifica. Nel marzo 2009 vince il suo tredicesimo e ultimo torneo ITF Futures in doppio all'Italy F4. A luglio 2009 gioca il suo ultimo torneo ITF della carriera, anche se farà ancora un'apparizione nel 2014 e una nel 2016 in tornei Futures italiani.
Dal 2008 al 2011 ha lavorato insieme a Fabrizio Fanucci alla Florence Tennis School seguendo a settimane periodicamente giocatori del calibro di Filippo Volandri, Adrian Ungur, Daniele Giorgini e Matteo Trevisan.
Maestro nazionale dal 2010, anno in cui ha definitivamente lasciato l'agonismo, tra gli incarichi che gli sono stati affidati vi sono quelli di Professional PTR nel settore under 10 e direttore tecnico della scuola presso il Circolo Tennis di Pontedera.

## Statistiche

### Tornei Challenger

#### Singolare

##### Vittorie (1)
| N. | Data             | Torneo                                  | Superficie  | Avversario in finale | Punteggio     |
| 1. | 6 settembre 2004 | Aschaffenburg Challenger, Aschaffenburg | Terra rossa | Tobias Summerer      | 6-4, 6-7, 7-6 |

#### Doppio

##### Vittorie (17)
| N.  | Data              | Torneo                                              | Superficie  | Compagno           | Avversari in finale                      | Punteggio           |
| 1.  | 6 agosto 2001     | San Benedetto Tennis Cup, San Benedetto del Tronto  | Terra rossa | Stefano Galvani    | Stephen Huss Lee Pearson                 | 3-6 7-6 6-4         |
| 2.  | 24 giugno 2002    | Memorial Argo Manfredini, Sassuolo                  | Terra rossa | Potito Starace     | Manuel Jorquera Diego Moyano             | 6-2 6-3             |
| 3.  | 9 settembre 2002  | Alexander Kolyaskin Memorial, Donec'k               | Terra rossa | Federico Browne    | Michail Elgin Dmitry Vlasov              | 6-7 7-6 7-5         |
| 4.  | 26 maggio 2003    | Ljubljana Open, Lubiana                             | Terra rossa | Gergely Kisgyorgy  | Ivan Cerović Alexandar Slovic            | 7-6 6-3             |
| 5.  | 14 luglio 2003    | Budaors Championships, Budaörs                      | Terra rossa | Gergely Kisgyorgy  | Tomáš Berdych Michal Navrátil            | 6-4 4-6 7-6         |
| 6.  | 24 maggio 2004    | Sporting Challenger, Torino                         | Terra rossa | Giorgio Galimberti | Hermes Gamonal Adrián García             | 6-1 6-3             |
| 7.  | 9 agosto 2004     | Internazionali del Friuli Venezia Giulia, Cordenons | Terra rossa | Kornel Bardoczky   | Andrea Merati Christophe Rochus          | 6-2 6-0             |
| 8.  | 6 dicembre 2004   | Ischgl Challenger, Ischgl                           | Sintetico   | Christopher Kas    | Gianluca Bazzica Massimo Dell'Acqua      | 7-5 6-3             |
| 9.  | 5 settembre 2005  | Genoa Open, Genova                                  | Terra rossa | Sergio Roitman     | Marco Pedrini Andrea Stoppini            | 6-1 6-4             |
| 10. | 12 settembre 2005 | Budapest Challenger, Budapest                       | Terra rossa | Sergio Roitman     | Philipp Petzschner Lars Übel             | 6-3 5-7 6-3         |
| 11. | 17 aprile 2006    | Challenger dell'Insubria, Chiasso                   | Terra rossa | Lovro Zovko        | Amir Hadad Roko Karanušić                | 6-2 7-5             |
| 12. | 13 luglio 2006    | Trani Cup, Trani                                    | Terra rossa | Daniele Giorgini   | Alessandro Motti Daniel Muñoz de la Nava | 6-4 3-6 10-6        |
| 13. | 30 luglio 2007    | Trani Cup, Trani                                    | Terra rossa | Daniele Giorgini   | Alessandro Motti Fabio Colangelo         | 6-2 7-5             |
| 14. | 6 agosto 2007     | Concurso Internacional de Vigo, Vigo                | Terra rossa | Lamine Ouahab      | Pablo Santos-Gonzales Igor Sijsling      | 2-6 6-4 10-7        |
| 15. | 3 settembre 2007  | TEAN International, Alphen aan den Rijn             | Terra rossa | Lovro Zovko        | Jérémy Chardy Predrag Rusevski           | 6-3 6-3             |
| 16. | 19 luglio 2008    | Riviera di Rimini Challenger, Rimini                | Terra rossa | Marco Crugnola     | Cătălin-Ionuț Gârd Matwé Middelkoop      | 6-1, 6-1            |
| 17. | 27 settembre 2008 | Tennislife Cup, Napoli                              | Terra rossa | Alessandro Motti   | Ismar Gorčić Antonio Maiorano            | 6(5)-7, 6-3, [10-7] |